# Lycia cataloniae
Lycia cataloniae là một loài bướm đêm trong họ Geometridae.